# Agonis baxteri
Agonis baxteri là một loài thực vật có hoa trong Họ Đào kim nương. Loài này được (Benth.) J.R.Wheeler & N.G.Marchant mô tả khoa học đầu tiên năm 2007.